# Gooik-Geraardsbergen-Gooik 2014
La 4e édition de Gooik-Geraardsbergen-Gooik a eu lieu le 1er juin 2014. La course fait partie du calendrier international féminin UCI 2014 en catégorie 1.1. L'épreuve est remportée par la Néerlandaise Marianne Vos.

## Classements

### Classement final
| \| Classement général \| Classement général \| Classement général \| Classement général \| Classement général \| \| Coureuse \| Coureuse \| Pays \| Équipe \| Temps \| \| ------------------ \| -------------------- \| ------------------ \| --------------------------- \| ------------------ \| \| 1re \| Marianne Vos \| Pays-Bas \| Rabo Liv Women \| 3 h 41 min 40 s \| \| 2e \| Emma Johansson \| Suède \| Orica-AIS \| + 0 s \| \| 3e \| Elisa Longo Borghini \| Italie \| Hitec Products \| + 0 s \| \| 4e \| Loes Gunnewijk \| Pays-Bas \| Orica-AIS \| + 8 s \| \| 5e \| Ashleigh Moolman \| Afrique du Sud \| Hitec Products \| + 26 s \| \| 6e \| Chloe Hosking \| Australie \| Hitec Products \| + 28 s \| \| 7e \| Kelly Druyts \| Belgique \| Topsport Vlaanderen-Pro-Duo \| + 28 s \| \| 8e \| Liesbet De Vocht \| Belgique \| Lotto Belisol Ladies \| + 28 s \| \| 9e \| Christine Majerus \| Luxembourg \| Boels Dolmans \| + 28 s \| \| 10e \| Amy Pieters \| Pays-Bas \| Giant-Shimano \| + 28 s \| |                      |                |                             |                 |
| |                      |                |                             |                 |
| Source : Cycling Quotient |                      |                |                             |                 |
| Classement général |                      |                |                             |                 |
| Coureuse | Coureuse             | Pays           | Équipe                      | Temps           |
| 1re | Marianne Vos         | Pays-Bas       | Rabo Liv Women              | 3 h 41 min 40 s |
| 2e | Emma Johansson       | Suède          | Orica-AIS                   | + 0 s           |
| 3e | Elisa Longo Borghini | Italie         | Hitec Products              | + 0 s           |
| 4e | Loes Gunnewijk       | Pays-Bas       | Orica-AIS                   | + 8 s           |
| 5e | Ashleigh Moolman     | Afrique du Sud | Hitec Products              | + 26 s          |
| 6e | Chloe Hosking        | Australie      | Hitec Products              | + 28 s          |
| 7e | Kelly Druyts         | Belgique       | Topsport Vlaanderen-Pro-Duo | + 28 s          |
| 8e | Liesbet De Vocht     | Belgique       | Lotto Belisol Ladies        | + 28 s          |
| 9e | Christine Majerus    | Luxembourg     | Boels Dolmans               | + 28 s          |
| 10e | Amy Pieters          | Pays-Bas       | Giant-Shimano               | + 28 s          |